# 萧福延
萧福延（1016年—1070年6月17日），字其昌。辽朝官员，出自契丹蕭氏。祖父官至尚书左仆射。父亲官至工部尚書。母亲耶律氏，为襄城郡主。萧福延排行第二。
重熙四年（1035年），起家授左千牛卫將軍，加檢校工部尚書。重熙十五年（1046年），特授鎮國軍節度使、永興宮使。同年，改授彰義軍節度使。重熙十九年（1050年），加檢校太傅、出镇乾州。二十二年（1053年），復授延慶宫使、某衛上將軍。辽道宗嗣位，改授崇德宮使。知涿州軍州事，改宣徽使、左金吾衛上將軍。咸雍元年（1065年），以霤諸部地方千餘里，朝廷冊封萧福延为奚王。次年，拜同中書門下平章事。官至保節宣徽使、鎮東軍節度、越州管内觀察處置等使、崇祿大夫、檢校太師、同中書門下平章事、行越州大都督府長史、兼御史大夫、上柱國、蘭陵郡開國公、食邑四千三百戶、食實封四百三十戶。咸雍六年五月七日丙申（1070年6月17日），宣徽使、同中書門下平章事萧福延在長春州近郊去世，时年五十五岁。辽道宗輟朝兩日，派都虞侯、邢州观察使、檢校太傅馬世英持節祭葬。葬於馬盂山，徵事郎、守右拾遺、直史館、上騎都尉、京兆縣開國子、食邑五百戶杜公謂撰写墓志铭。
妻子漆水耶律氏，有子五人：萧鄭留、萧玉留、萧柒里缽、萧胡都姑、萧乙信。兄长萧福善，西南路招討使、兼中書令、岐王。弟弟萧福德，宿直官。。